# Achille Bourdilliat
Achille Étienne Bourdilliat, né le 16 mars 1818 à Paris et mort le 12 septembre 1882 à Montfermeil, est un imprimeur libraire français, fondateur du Monde illustré.

## Biographie
Breveté libraire le 6 juin 1852, en succession de Théophile Grandin, Bourdilliat a créé, avec Jaccottet, une librairie sous le nom de Librairie Nouvelle, sise au no 15 boulevard des Italiens, qui sera reprise par MM. Lévy en 1862.
En 1856, il a créé une imprimerie et fondé, en 1857, le recueil hebdomadaire, le Monde illustré, avec la collaboration d’écrivains de talent comme Joseph Méry, Léon Gozlan, Alfred de Vigny, Eugène Guinot, Jules Noriac, Jules Lecomte, et bien d’autres, qui lui ont tous offert leur concours et assuré tout de suite la réussite de cette publication. Il a trouvé le même empressement parmi les dessinateurs et les graveurs.
Après différentes péripéties qui l’avaient obligé de se séparer de son œuvre, il en a repris l’administration en même temps que celle du Moniteur, et sa collaboration unie à la direction de Paul Dalloz, avec des éléments nouveaux en littérature et en art, ont été une des causes des succès constants du Monde illustré dans ces années. Il a également été administrateur de L’Événement, du Bien-être universel, du Journal de Musique et de la Revue de la Mode.
En 1861, il cède son brevet d’imprimeur à Auguste-Pierre Vallée. Son état de santé l’avait également obligé à quitter le Moniteur, plusieurs années avant sa mort. Il avait été fait chevalier de la Légion honneur, le 23 aout 1848, par le général Cavaignac, en récompense de sa conduite comme garde national aux journées de Juin 1848.
À l’issue de ses obsèques à la chapelle du Père-Lachaise, il a été inhumé dans la sépulture de famille, sise dans la 16e division, non loin du rond-point Casimir-Périer.